# 林戈斯
林戈斯（英語：Ringoes）是位於美國新澤西州亨特登縣的普查規定居民點。

## 人口
根據2020年美國人口普查的數據，林戈斯的面積為4.44平方千米，當中陸地面積為4.42平方千米，而水域面積為0.02平方千米。當地共有人口849人，而人口密度為每平方千米191.22人。